# Doxong La
Doxong La (kinesiska: Duoxiong La, 多雄拉) är ett bergspass i Kina. Det ligger i den autonoma regionen Tibet, i den sydvästra delen av landet, omkring 370 kilometer öster om regionhuvudstaden Lhasa.
Trakten runt Doxong La är nära nog obefolkad, med mindre än två invånare per kvadratkilometer. Närmaste större samhälle är Paicun, 13,0 km norr om Doxong La. Trakten runt Doxong La är permanent täckt av is och snö.
Genomsnittlig årsnederbörd är 1 771 millimeter. Den regnigaste månaden är juni, med i genomsnitt 386 mm nederbörd, och den torraste är januari, med 3 mm nederbörd.